# И-и раз!..
«И-и раз!..» — пятый студийный альбом группы «Вежливый отказ», вышедший в 1992 году.

## История создания
Первые песни концертной программы появились в 1989 году; по сути, это развитие идей предыдущего альбома «Этнические опыты». На сей раз слова практически отсутствуют: единственный полный текст альбома был позаимствован у П. Арманда («Тучи над городом встали», 1938); в остальных случаях (за исключением «случайных» слов и фраз вроде «паспорт?») это полюбившиеся Романом Сусловым фонемы.
Диск был записан тем же составом, что и предыдущий, за четыре дня в 1991 году, но в связи с известной политико-экономической ситуацией в России его удалось издать лишь в следующем 1992 году.
Композиция «Ревельский чарльстон» посвящёна Леониду Сойбельману.
В рецензии на альбом журналист журнала «New Hot Rock» писал: «Впечатления противоречивые. Будто бьются из-подо льда добры молодцы, тянут руки богатырские — к слушателю хотим, к многочисленному, музыки понятной играть, густоплясовой — анне пущает их сила-то заморская, авангард замороченный».

## Список композиций
Тексты и музыка Романа Суслова, за искл. 7 — автор слов Павел Арманд.
1. Вступление
2. Я учусь танцевать по-японски
3. Ревельский чарльстон
4. Венеция
5. Свадебный марш
6. Танго
7. Эпиграф: «Тучи над городом встали…»
8. Вальс
9. Босса-Нова

## Участники записи
- Роман Суслов — гитара, вокал
- Дмитрий Шумилов — бас-гитара, контрабас
- Максим Трефан — фортепиано
- Михаил Митин — ударные